# Sandra Minguez Corral
Sandra Minguez Corral (Landete, Conca, 7 d'octubre de 1986) és una matemàtica, professora i política valenciana, diputada a les Corts Valencianes en la IX legislatura.
En 2008 es llicencià en matemàtiques i màster en rendiment, abandó i fracàs escolar. Des de 2009 és professora de matemàtiques funcionària i ha participat en programes de prevenció del fracàs escolar.
Ha estat participant activa del Moviment 15-M i després ingressà a Podem, del que n'és consellera estatal, responsable d'educació i secretària d'organització de la Comunitat Valenciana. Fou escollida diputada per València a les eleccions a les Corts Valencianes de 2015.